# Orsapartiet
Orsapartiet var ett lokalt politiskt parti som var registrerat för val till kommunfullmäktige till Orsa kommun. Partiet var representerat i Orsa kommunfullmäktige under mandatperioden 1994/1998.